# Santa Catalina o Calovébora
Santa Catalina o Calovébora (Bledeshia) es un corregimiento del distrito de Santa Catalina o Calovébora en la comarca Ngäbe-Buglé, República de Panamá. La localidad tiene 2.967 habitantes (2010).
Hasta 2012 pertenecía al distrito de Kusapín.